# Фервју (Мисури)
Фервју (енгл. Fairview) град је у америчкој савезној држави Мисури.

## Демографија
По попису из 2010. године број становника је 383, што је 12 (-3,0%) становника мање него 2000. године.
| Група             | 2000.       | 2010.       |
| Белци             | 375 (94,9%) | 343 (89,6%) |
| Афроамериканци    | 1 (0,3%)    | 3 (0,8%)    |
| Азијати           | 2 (0,5%)    | 1 (0,3%)    |
| Хиспаноамериканци | 3 (0,8%)    | 19 (5,0%)   |
| Укупно            | 395         | 383         |